# Carlo Tagnin
Carlo Tagnin   (Alessandria, 18 de novembre de 1932 - Alessandria, 13 de març de 2000) va ser un futbolista i entrenador italià, que jugava com a migcampista, sobretot pel famós Inter de la dècada de 1960, equip que va aconseguir molt d'èxit, tant a nivell nacional com a internacional. Com a migcampista defensiu, era conegut en particular per la seva resistència, ritme de treball i capacitat de marcar jugadors, cosa que li permetia donar suport defensivament als seus companys d'equip més ofensius.

## Carrera com a jugador
Després de créixer al sector juvenil del Torí, Tagnin va ser ascendit a l'equip sènior del club, però va començar la seva carrera professional durant la temporada 1952-53, cedit al seu club natal, l'Alessandria, a la Serie C. Va tornar al Torí la temporada següent i va romandre al club fins al 1954, debutant a la Serie A amb el club en un empat a 1 fora de casa contra la Sampdoria, el 13 de setembre de 1953. Més tard també va jugar per l'Monza a la Sèrie B (1954–57), i va tornar breument a l'Alessandria per a la temporada 1957–58 de la Sèrie A. Posteriorment, Tagnin va jugar amb la Lazio (1958–59), on va guanyar la Coppa Italia el 1958, i amb el Bari (1959–61), però posteriorment va ser sancionat per dues temporades i mitja després de ser acusat d'estar involucrat en un escàndol de joc. Més tard, la seva condemna va ser reduïda un any, i el 1962 va fitxar per l'Internazionale, on va tenir la seva etapa més destacada.
Va jugar com a titular la final de la Copa d'Europa de 1964, que l'Inter va guanyar contra el Reial Madrid per 3 a 1 al Praterstadion de Viena, la primera victòria del club en la competició. Va romandre al club fins al 1965, després de tenir dificultats per guanyar temps de joc per davant del jove migcampista defensiu Gianfranco Bedin durant la seva última temporada amb l'equip. Tagnin va acabar la seva carrera després de la temporada 1965–66, tornant a Alessandria una altra vegada, a la Serie B.
Mentre era a l'Inter, Tagnin va formar part de l'onze inicial del Grande Inter d'Helenio Herrera, que va guanyar la final de la Copa d'Europa de Campions el 1964, durant la qual va demostrar les seves excel·lents habilitats marcant jugadors contra l'estrella del Reial Madrid, Alfredo Di Stéfano. Amb l'Inter també va guanyar dos títols de la Sèrie A, el 1963 i el 1965, així com una segona Copa d'Europa el 1965 i la Copa Intercontinental de 1964, jugant 56 partits (36 a la Sèrie A) i marcant 1 gol, que va ser a la Sèrie A.

## Carrera com a entrenador
Tagnin va treballar més tard com a entrenador, començant la seva carrera com amb l'Albese (1972–73), i més tard entrenant el Savona (1973–74), el planter de l'Inter (1975–83) i el planter de l'Alessandria (1983–85), abans de liderar l'equip sènior durant la temporada 1985–86 de la Sèrie C2.

## Mort
Tagnin va morir d'osteosarcoma el 13 de març de 2000 a la seva ciutat natal d'Alessandria, als 67 anys. En una entrevista del 2004 amb l'espresso, el seu antic company d'equip a l'Inter, Ferruccio Mazzola, va suggerir que la seva mort estava relacionada amb drogues perjudicials per a la salut que presumptament es van administrar als jugadors del Grande Inter sota la direcció d'Helenio Herrera.

## Palmarès

### Jugador
Lazio
- Copa d'Itàlia: 1958

Inter
- Sèrie A: 1962–63, 1964–65
- Copa d'Europa: 1963–64, 1964–65
- Copa Intercontinental: 1964